# Franin
Franin – dawniej samodzielna wieś, od 1988 część miasta Aleksandrowa Łódzkiego w województwie łódzkim, w powiecie zgierskim. Leży na północny wschód od centrum miasta, wzdłuż ulicy Franin.

## Historia
Dawniej samodzielna miejscowość. Od 1867 w gminie Brużyca. W okresie międzywojennym należał do powiatu łódzkiego w woj. łódzkim. W 1921 roku liczył 118 mieszkańców. 27 marca 1924 zniesiono gminę Brużyca, a Franin włączono do nowo utworzonej gminy Brużyca Wielka. 1 września 1933 Franin ustanowił odrębną gromadę (sołectwo) w granicach gminy Brużyca Wielka.
Podczas II wojny światowej włączona do III Rzeszy. Po wojnie Franin powrócił do powiatu łódzkiego w woj. łódzkim jako jedna z 20 gromad gminy Brużyca Wielka. W związku z reorganizacją administracji wiejskiej jesienią 1954, Franin wszedł w skład nowej gromady Brużyca Wielka (z wyłączeniem Zwierzyńca A, który włączono do Aleksandrowa Łódzkiego). W 1971 roku ludność wsi wynosiła 206.
Od 1 stycznia 1973 w gminie Aleksandrów Łódzki. W latach 1975–1987 miejscowość należała administracyjnie do województwa łódzkiego.

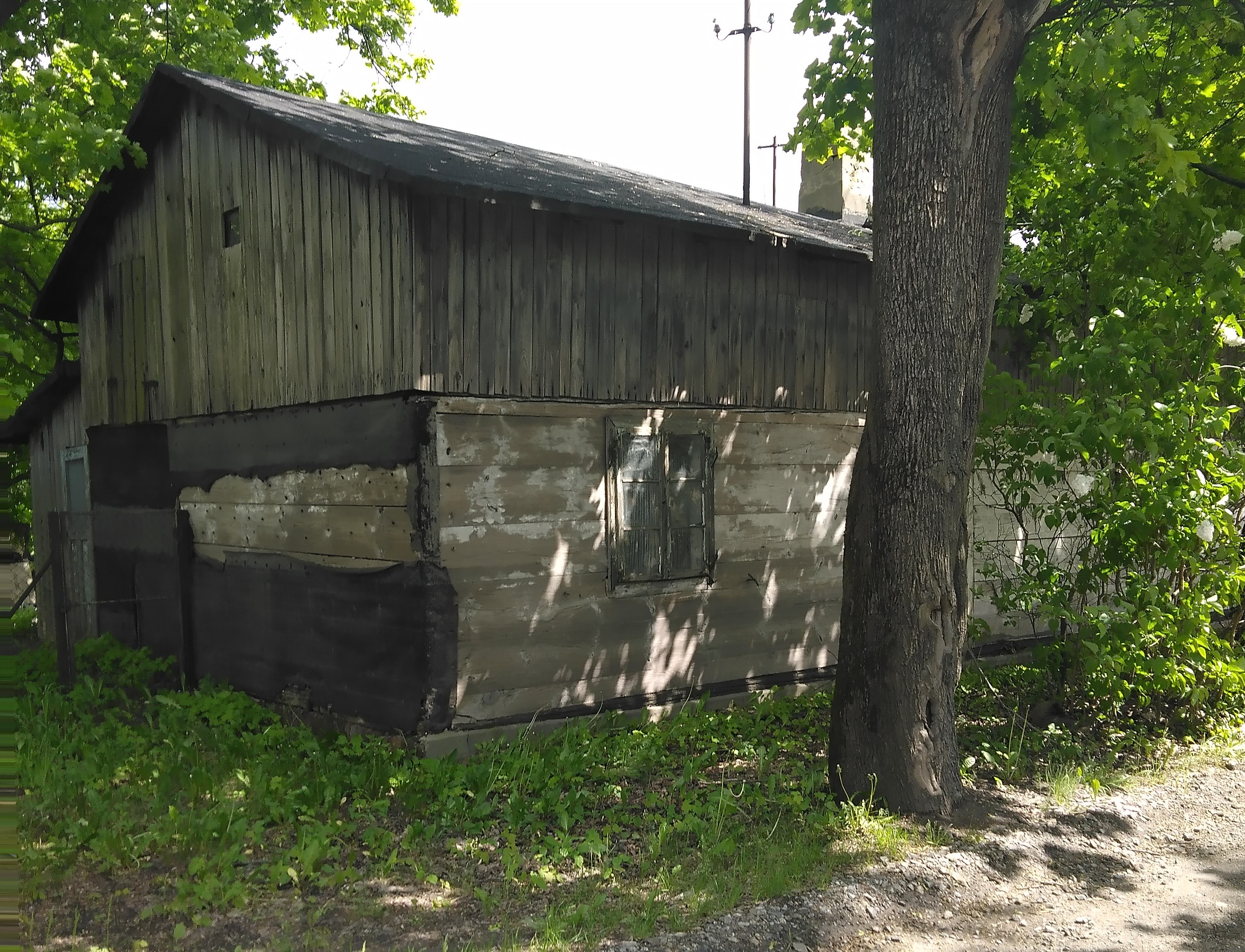
Zabudowa drewniana dawnej wsi Franin.

1 stycznia 1988 Franin (137,90 ha) włączono do Aleksandrowa Łódzkiego.